# Dolmen von Men Maria

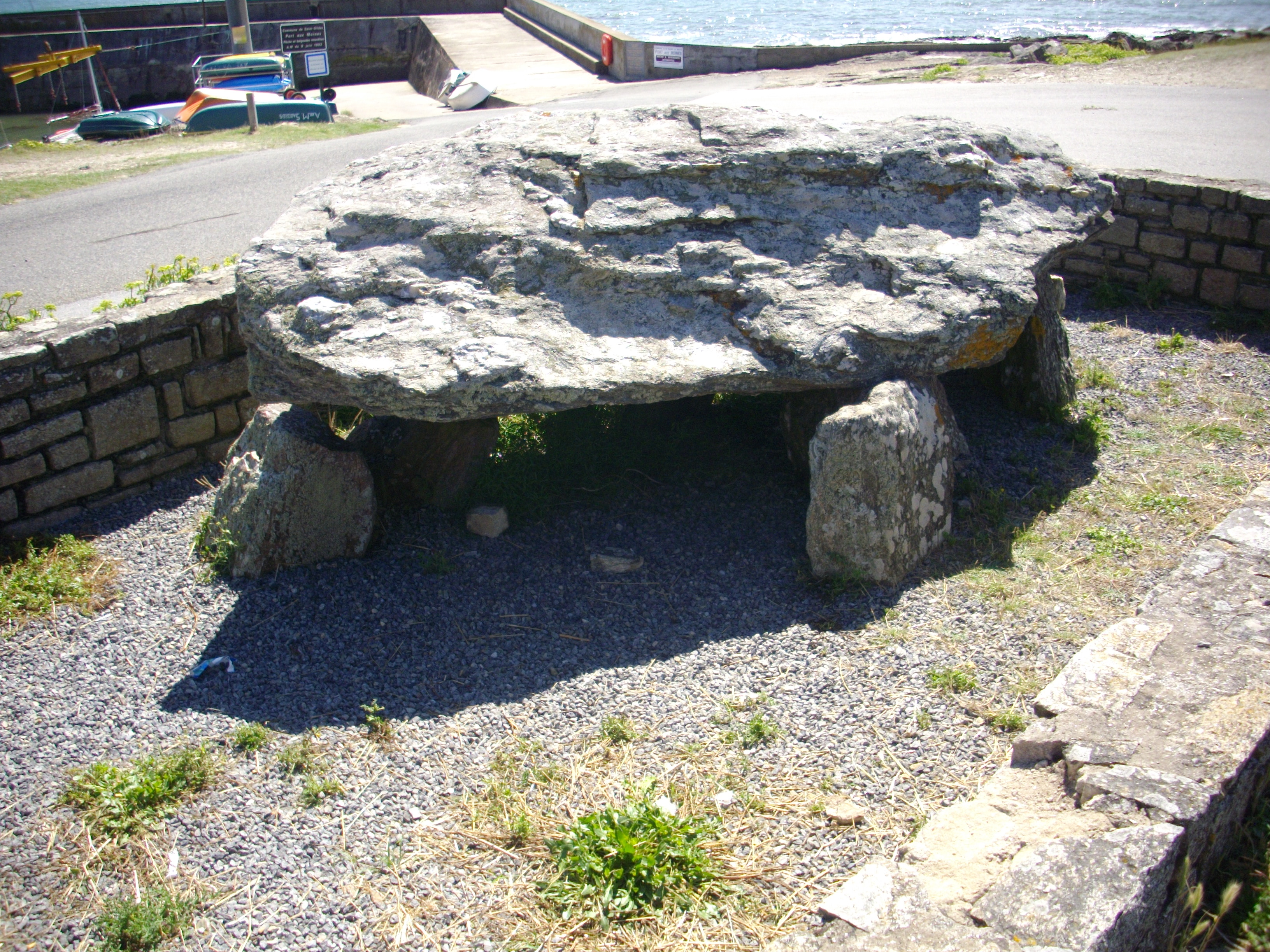
Dolmen von Men Maria oder Port aux Moines

Der Dolmen von Men Maria (auch Port aux Moines genannt) liegt bei Saint-Gildas-de-Rhuys am kleinen Hafen „Port des Moines“  (deutsch „Mönchshafen“) nahe der Küste in einer modernen steinernen Einhegung auf der Rhuys-Halbinsel im Département Morbihan in der Bretagne in Frankreich. Dolmen ist in Frankreich der Oberbegriff für Megalithanlagen aller Art (siehe: Französische Nomenklatur).
Die Form des Dolmens ist, vermutlich auch infolge späterer Eingriffe etwas ungewöhnlich. Ein etwa 3,0 m langer und 1,5 m breiter rechteckiger Deckstein liegt auf den drei erhaltenen Tragsteinen auf. Unter und neben dem Deckstein befinden sich acht weitere Steine, von denen drei ein U bilden, das zu einer Vorkammer gehören könnte.